# Love Me (canción de Leiber/Stoller)
"Love me" ("Ámame") es una canción compuesta por los músicos Jerry Leiber y Mike Stoller en 1954 y luego grabada y popularizada por Elvis Presley a partir de 1956. 

## Antecedentes
Concebida como una parodia de la música country y occidental, fue grabada inicialmente por el dúo de R&B Willy & Ruth en 1954 (Spark 105), y obtuvo una reseña destacada en Billboard el 14 de agosto. Willie Headen era el cantante principal de un grupo vocal. los Honey Bears, y Ruth era la esposa de otro miembro del grupo. Ese disco fue seguido rápidamente el mismo año con versiones de Georgia Gibbs, Connie Russell, Billy Eckstine, Kay Brown, los Four Escorts, el Billy Williams Quartet, las Woodside Sisters y las DeMarco Sisters, y en enero de 1955 por Jimmie Rodgers Snow. La mayoría de estos discos fueron bien recibidos en los mercados] pero ninguno fue un éxito. 

## Versión de Elvis Presley
Elvis Presley grabó la canción el 1 de septiembre de 1956 para su segundo álbum, Elvis (RCA Victor, LPM-1382), publicado el 19 de octubre. También fue lanzado en el EP, Elvis Vol. 1 (RCA Víctor, EPA-992). Subió a la posición número # 2 en el Billboard Top 100 en los Estados Unidos, la primera vez para un título que no provenía de un sencillo.
"Love Me" también alcanzó el puesto número siete en la lista de R&B.  El tema no se lanzó como sencillo para evitar confusiones con "Love Me Tender" de Presley. 
Presley cantó "Love Me" el 28 de octubre de 1956 en el programa de Ed Sullivan. Elvis incluyó esta canción en el especial de regreso de NBC Network de 1968 conocido como 68 Come Back Special   y la interpretó a menudo en conciertos en los años setenta, incluida su última gira en junio de 1977. 
La versión de Love me interpretada en 1968 se incluyó en los álbumes Elvis (NBC-TV Special) y  Elvis: A Legendary Performer Volume 1. 
En la edición de 2008 de los 100 mejores cantantes de todos los tiempos de Rolling Stone, Robert Plant de Led Zeppelin recordó haber cantado la canción con Elvis en 1974:
"Cuando conocí a Elvis con Zeppelin, después de uno de sus conciertos a principios de los años 70, lo evalué. No era tan alto como yo, pero tenía la constitución de un cantante y era motivado. En esa reunión, Jimmy Page bromeó con Elvis diciéndole que nunca hacíamos pruebas de sonido, pero que si lo hacíamos, todo lo que quería hacer era cantar canciones de Elvis. Elvis pensó que era gracioso y me preguntó: '¿Qué canciones cantas?' Le dije que me gustaban las que tenían todo el buen humor, como esa gran canción country -  '"Love Me"'-: 'Trátame como un tonto/Trátame malo y cruel pero ámame'. Entonces, cuando nos íbamos, después de 90 minutos muy esclarecedores y divertidos con el sujeto, yo estaba caminando por el pasillo. Dio la vuelta al marco de la puerta, muy satisfecho de sí mismo, y empezó a cantar esa canción: "Trátame como a un tonto". Me di la vuelta y le devolví el golpe a Elvis. Nos quedamos allí, cantándonos el uno al otro. Lo que hizo fue hacer posible que yo, como cantante, me volviera de otro mundo". 

## En la cultura popular
La canción fue interpretada por el actor Nicolas Cage en la película Wild Heart ("Corazón salvaje"). En dicha producción, Cage hace el papel de un rebelde ex convicto llamado Sailor, quien le canta la canción a su pareja Lula, interpretada por una joven Laura Dern. Nicolas Cage nunca ocultó su fanatismo por Elvis. 
En la comedia de ficción "Heartbreak Hotel" de 1988, donde el astro musical es secuestrado por un grupo de jóvenes en el esfuerzo de uno de ellos por hacer que Elvis corteje a su propia madre, el actor David Keith en su rol de Elvis, también canta la canción "Love me". 
La banda argentina Los Super Ratones cantaron una versión del tema en castellano para su cuarto álbum, llamado Reciclable.